# علي عبد الله زاده
علي عبد الله زاده (4 يناير 1993 بعبادان في إيران - ) هو لاعب كرة قدم إيراني في مركزي جناح ‏ والدفاع. لعب مع نادي صنعت نفط عبادان.

## وصلات خارجية
- علي عبد الله زاده على موقع قاعدة بيانات كرة القدم.إي يو (الإنجليزية)
- علي عبد الله زاده على موقع Soccerway.com (الإنجليزية)